# Tony Renna
Anthony James Renna (DeLand, 23 de novembro de 1976 - Indianápolis, 22 de outubro de 2003) foi um automobilista norte-americano.
Disputou a IRL entre 2002 e 2003, pelas equipes Kelley e Ganassi. Seu melhor resultado foi um quarto lugar no GP de Michigan, em 2002. Correu também na Indy Lights entre 1998 e 2000.

## Curta carreira na IRL
Renna estreou na IRL no GP de Nashville de 2002, substituindo o veterano Al Unser, Jr., que havia interrompido a carreira para tratar do alcoolismo. Correu também na etapa de Michigan, onde chegou na quarta posição. Seu desempenho fez com que fosse efetivado pela Kelley como segundo piloto da equipe até o final da temporada. No entanto, ele não permaneceu para a temporada seguinte, uma vez que Al Unser voltaria à titularidade, correndo apenas as 500 Milhas de Indianápolis.

## Morte em Indianápolis
Contratado pela Ganassi para a temporada 2004, Renna participava do teste de pneus no Circuito de Indianápolis, quando seu carro (que, na verdade, era do neozelandês Scott Dixon) vinha em alta velocidade (351 km/h) e foi catapultado para fora do autódromo após receber ar na parte de baixo e decolar, acertando a grade de proteção do circuito. Renna chegou ao Hospital Metodista já morto, aos 26 anos.

## Reações à tragédia
Logo após a morte do piloto, algumas pessoas ligadas à IRL reagiram à notícia.
Tony George, administrador do circuito de Indianápolis e então presidente da IRL, declarou que Renna era uma "estrela em ascensão na IndyCar".
Chip Ganassi, dono da equipe que leva seu nome, também lamentou a morte precoce de Renna, que foi citado por ele não apenas como um piloto, mas como um amigo.
Já Ron Green, porta-voz do circuito, também se pronunciou, dizendo que Tony "era um jovem muito bom". Ele disse também que não acreditava que ninguém no paddock tivesse algo a dizer de ruim sobre o piloto.
Tom Kelley, dono da equipe que carregava o seu sobrenome, também se disse muito triste pela perda do seu ex-piloto. Declarou, ainda, que Renna faria muita falta à IRL no futuro.
O dono da equipe Penske e um dos homens fortes da categoria, Roger Penske, mandou condolências à família Renna, em nome de sua escuderia.
O sueco Kenny Bräck, ex-piloto da IRL e vencedor da Indy 500 de 1999, lamentou também a morte de Renna, também enviando suas condolências à noiva de Tony, Deb, à família e aos amigos. Bräck falou ainda que a IRL perdia um grande talento.
Eddie Cheever, também ex-piloto e dono da Cheever Racing, também se mostrou abalado com o falecimento. Disse ainda que Renna faria bastante falta nas futuras temporadas da IRL.
O tricampeão da Champ Car (então unificada) e vencedor da Indy 500 de 1986, Bobby Rahal, também se mostrou triste com o falecimento do piloto. Ele declarou ainda que a Rahal-Letterman estava abalada com a morte de Renna e foi mais um a dizer que ele seria uma ausência bastante sentida na IRL.